# Liste der Kulturdenkmäler in Callbach
In der Liste der Kulturdenkmäler in Callbach sind alle Kulturdenkmäler der rheinland-pfälzischen Ortsgemeinde Callbach aufgeführt. Grundlage ist die Denkmalliste des Landes Rheinland-Pfalz (Stand: 2. August 2023).

## Einzeldenkmäler
| Bezeichnung              | Lage                | Baujahr | Beschreibung | Bild                           |
| ------------------------ | ------------------- | ------- | --- | ------------------------------ |
| Hofanlage                | Hauptstraße 34 Lage | 1790    | Hofanlage; spätbarockes Einfirsthaus, bezeichnet 1790 und 1791                                                       | Fotos hochladen                |
| Evangelische Pfarrkirche | Kirchstraße Lage    | 1780    | klassizistischer Saalbau, bezeichnet 1780 und 1781, Architekt Friedrich Gerhard Wahl; zugehörig: ehemaliger Kirchhof | weitere Bilder Fotos hochladen |

## Ehemalige Kulturdenkmäler
| Bezeichnung | Lage                       | Baujahr                  | Beschreibung | Bild |
| ----------- | -------------------------- | ------------------------ | --- | ---- |
| Hofanlage   | Schmittweilerstraße 1 Lage | 17[x]0                   | Streckhof; im Kern barockes Wohnhaus, bezeichnet 17[x]0 und 1802, Scheune, teilweise Fachwerk, wohl aus dem 18. oder vom Anfang des 19. Jahrhunderts; abgebrochen und aus der Denkmalliste gelöscht | BW   |
| Wohnhaus    | Im Hof 2 Lage              | 16. oder 17. Jahrhundert | Wohnhaus, Putzbau, im Kern vielleicht aus dem 16. oder 17. Jahrhundert; abgebrochen und aus der Denkmalliste gelöscht                                                                               | BW   |